# Xylopia congolensis
Xylopia congolensis este o specie de plante angiosperme din genul Xylopia, familia Annonaceae, descrisă de De Wild.. Conform Catalogue of Life specia Xylopia congolensis nu are subspecii cunoscute.